# محمود فهمي النقراشي
محمود فهمي النقراشي باشا (26 أبريل 1888 - 28 ديسمبر 1948) هو رئيس وزراء مصري، ومن قادة ثورة 1919 في مصر. ترأّس الوزارة مرتين. اغتيل في 28 ديسمبر 1948 على يد عبد المجيد أحمد حسن عضو النظام الخاص الجناح العسكري لجماعة الإخوان المسلمين بأمر من عبدالرحمن السندي وبفتوي من سيد سابق بعد قرار النقراشي بحل وحظر جماعة الإخوان المسلمين وتأميم أموالها وممتلكاتها وإعتقال أعضائها وفصل موظفي الدولة المنتمين للجماعة.
ولد محمود فهمي النقراشي في مدينة الإسكندرية شمال مصر في 26 أبريل 1888، عمل كسكرتير عام لوزارة المعارف المصرية، ووكيلا لمحافظة القاهرة، ثم صار عضوا في حزب الوفد. حكم عليه بالإعدام من قبل سلطات الاحتلال الإنجليزي بسبب ثورة 1919، والتي كان من قياداتها واعتقل من قبل سلطات الاحتلال الإنجليزي في مصر العام 1924. تولي وزارة المواصلات المصرية العام 1930.

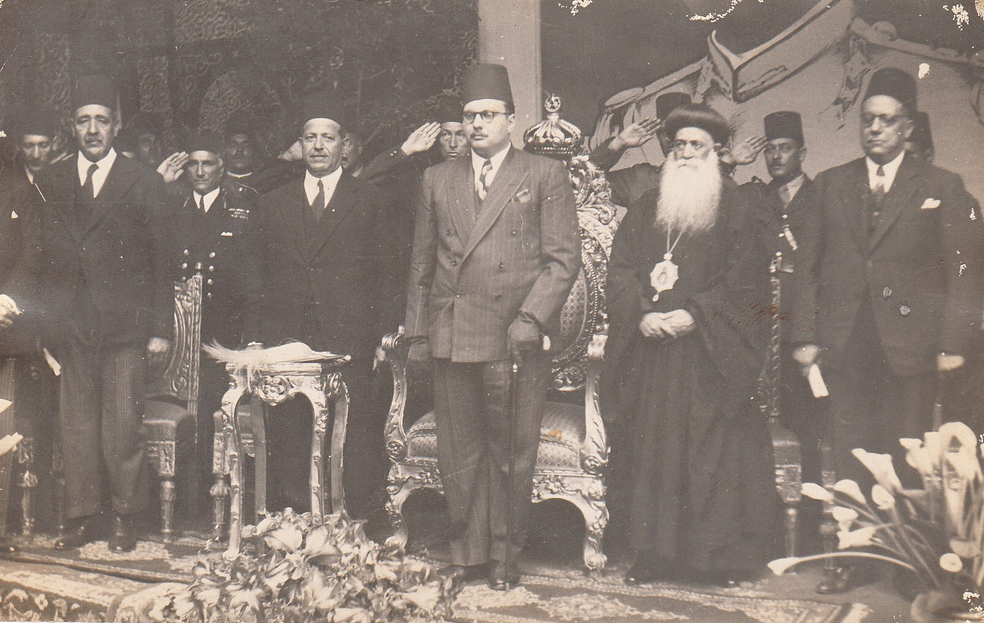
محمود النقراشي مع مكرم عبيد والملك فاروق والبابا يوساب الثاني

تولى رئاسة الوزراء عدة مرات، منها التي تشكّلت بعد اغتيال أحمد ماهر وذلك في 24 فبراير 1945. حيث جاءت في جو تسوده المظاهرات والاضطرابات التي عمّت البلاد والتي تصدى لها بعنف شديد، ومنها مظاهرة الطلبة التي خرجت من جامعة فؤاد الأول إلى قصر عابدين والتي سلكت كوبري عباس، حيث حاصرتهم الشرطة المصرية ووقع ماعرفت باسم «حادثة كوبري عباس».
ثم تولّى النقراشي الوزارة مرة أخرى في 9 ديسمبر 1946 م بعد استقالة وزارة إسماعيل صدقي. وهذه هي الوزارة التي اتخذت قرار دخول مصر الحرب في فلسطين.

## أعماله
- طالب بتوحيد مصر والسودان مرة أخرى، وطالب في جلسة مجلس الأمن الدولي في 5 أغسطس 1947 بريطانيا بالجلاء عن مصر دون أي شروط.[3]
- صارت مصر عضوًا في الأمم المتحدة.
- إنشاء كلية الضباط البحرية بالأسكندرية.
- كهربة خزان أسوان.
- تأسيس البنك الصناعي المصري.
- تأميم شركة النور للكهرباء بالقاهرة.
- تأسيس قناطر إدفينا.

## المناصب الوزارية
| !الوزارة              | تاريخ البدء  | تاريخ الانتهاء | مجلس الوزراء                           | عهد         |
| --------------------- | ------------ | -------------- | -------------------------------------- | ----------- |
| وزير المواصلات        | 01-يناير-30  | 19-يونيو-30    | وزارة مصطفى النحاس باشا الثانية        | الملك فؤاد  |
| وزير المواصلات        | 09-مايو-36   | 01-أغسطس-37    | وزارة مصطفى النحاس باشا الثالثة        | الملك فاروق |
| وزير الداخلية         | 24-يونيو-38  | 18-أغسطس-39    | وزارة محمد محمود باشا الرابعة          | الملك فاروق |
| وزير التربية والتعليم | 18-أغسطس-39  | 27-يونيو-40    | وزارة علي ماهر باشا الثانية            | الملك فاروق |
| وزير الداخلية         | 27-يونيو-40  | 02-سبتمبر-40   | وزارة حسن صبري باشا                    | الملك فاروق |
| وزير المالية          | 02-سبتمبر-40 | 21-سبتمبر-40   | وزارة حسن صبري باشا                    | الملك فاروق |
| وزير الخارجية         | 08-أكتوبر-44 | 15-يناير-45    | وزارة أحمد ماهر باشا الأولى            | الملك فاروق |
| وزير الخارجية         | 15-يناير-45  | 24-فبراير-45   | وزارة أحمد ماهر باشا الثانية           | الملك فاروق |
| وزير الخارجية         | 24-فبراير-45 | 07-مارس-45     | وزارة محمود فهمي النقراشي باشا الأولى  | الملك فاروق |
| رئيس الوزراء المصري   | 26-فبراير-45 | 17-فبراير-46   | وزارة محمود فهمي النقراشي باشا الأولى  | الملك فاروق |
| رئيس الوزراء المصري   | 09-ديسمبر-46 | 28-ديسمبر-48   | وزارة محمود فهمي النقراشي باشا الثانية | الملك فاروق |
| وزير الخارجية         | 09-ديسمبر-46 | 19-نوفمبر-47   | وزارة محمود فهمي النقراشي باشا الثانية | الملك فاروق |
| وزير المالية          | 19-نوفمبر-47 | 28-ديسمبر-48   | وزارة محمود فهمي النقراشي باشا الثانية | الملك فاروق |

## اغتياله
بعد اقدامه على حل جماعة الإخوان المسلمين في 8 ديسمبر 1948، اغتيل رئيس الوزراء محمود فهمي النقراشي في 28 ديسمبر 1948 في القاهرة، حيث قام القاتل المنتمي إلى النظام الخاص لجماعة الإخوان المسلمين. وكان القاتل متخفيا في زي أحد ضباط الشرطة وقام بتحية النقراشي حينما هم بركوب المصعد ثم أفرغ فيه ثلاث رصاصات في ظهره.
تبين أن وراء الحادث عضو من النظام الخاص لجماعة الإخوان المسلمين حيث اعتقل القاتل الرئيسي وهو «عبد المجيد أحمد حسن» والذي اعترف بقتله كون النقراشي أصدر قرارا بحل جماعة الإخوان المسلمين، كما تبين من التحقيقات وجود شركاء له في الحادث من الجماعة.، وقد أصدر حسن البنا عقب هذا الحدث بيانا استنكر فيها الحادث و«تبرأ» من فاعليه تحت عنوان «ليسوا إخواناً وليسوا مسلمين». ليحكم عليه المتهم الرئيسي بالإعدام شنقاً وعلى شركائه بالسجن مدى الحياة.
وتقول صافي ناز كاظم في مقال له في جريدة الشرق الأوسط أن البعض قد «تعاطف مع القاتل عبد المجيد حسن الذي ظهر وجهه في الصور مضروبًا ملطوشًا وارمًا، خاصة أنه لم يكن قد مضي سوي عامين علي مظاهرات كوبري عباس في 9 فبراير 1946 التي كان النقراشي هو المسؤول الأول عن إصدار الأمر بفتح كوبري عباس لتغرق المظاهرة التي قادها طلبة جامعة فؤاد ضد الاحتلال الإنجليزي رافعين شعار» الجلاء بالدماء«حيث كان النقراشي رئيسًا للوزراء ووزير الداخلية في آن واحد».
وفي كتاب حقيقة التنظيم الخاص لمؤلفه محمود الصباغ أحد أعضاء التنظيم الخاص اعتبر قتل النقراشي عمل فدائي وليس اغتيال سياسيا حيث قال تحت عنوان «أعمال فدائية قام بها رجال من الإخوان المسلمين ضد أعوان الاستعمار والفاعل فيها معروف»: «1- قتل النقراشي باشا: لا يمكن أن يعتبر أن قتل النقراشي باشا من حوادث الاغتيالات السياسية فهو عمل فدائي صرف قام به أبطال الإخوان المسلمين، لما ظهرت خيانة النقراشي باشا صارخة في فلسطين، بأن أسهم في تسليمها لليهود، ثم أعلن الحرب على الطائفة المسلمة الوحيدة التي تنزل ضربات موجعة لليهود، كما شهد بذلك ضباط القوات المسلحة المصرية سابقًا، وكما سنرويه تفصيليا في الفصل القادم إن شاء الله، فحل جماعتهم واعتقل قادتهم وصادر ممتلكاتهم وحرم أن تقوم دعوة في مصر تدعو إلى هذه المبادئ الفاضلة إلى الأبد، فكانت خيانة صارخة لا تستتر وراء أي عذر أو مبرر، مما يوجب قتل هذا الخائن شرعًا، ويكون قتله فرض عين على كل مسلم ومسلمة، وهذا ما حدث له من بعض شباب النظام الخاص للإخوان المسلمين دون أي توجيه من قيادتهم العليا، فقد كان المجرم الأثيم قد أودعهم جميعًا السجون والمعتقلات وحال بين الإخوان وبين مرشدهم، حيث وضعت كل تحركاته تحت رقابة بوليسية علنية من تاريخ إصدار قرار الحل حتى اغتياله بأيدي جنود إبراهيم عبد الهادي.»
وأخذ الصباغ يفصل في تفاصيل قال إنها خيانة النقراشي في فلسطين ثم ختمها بالتلخيص التالي:«
- أولا: أسلموا القيادة العامة للجيوش العربية المسلحة إلي إنكليزي صهيوني هو جلوب باشا وتلك هي ذروة الخيانة.
- ثانيا: سمحوا بتوغل الجيش المصري في فلسطين دون أن يضع خطة عملية لفض الجيوب «اليهودية» الخطيرة، التي توزعت في صحراء «النقب»، حتي يحاصر هذا الجيش من الجنوب بقوات مستعمرات النقب، ومن الشمال بالقوات اليهودية في المستعمرات الصهيونية، فتتحقق بذلك هزيمته، وإعلان إسرائيل.
- ثالثا: قبلوا الهدنة الأولي والثانية لإعطاء اليهود فرصة نادرة لاستجلاب أحدث أنواع الطائرات والدبابات وغيرها، وحبسوا واعتقلوا أبناء مصر البررة، المتطوعين في سبيل الله، فمنعوهم من مواصلة العمل، لما رأوا أن في مصر رجال هم أهل فعلا لإنزال الهزيمة بالأعداء، وتخييب آمال حكام مصر في الولاء والفناء ذلا وانكسارا لهؤلاء الأعداء.
- رابعا: غيروا دون سبب معقول هدف الجيش المصري في احتلال تل أبيب وهو يتقدم إلي الشمال دون مقاومة مخافة أن ينهار العدو باحتلال عاصمته، وقبل تل أبيب بعشرين ميلا عددوا له الأهداف ليضطرب صفه وينكمش جمعه، ويقترب من الهزيمة، وييأس من المقاومة والاستبسال.
- خامسا: سلحوا الجيش بأسلحة ترتد إلي جنوده لتقتلهم، ولا تندفع إلي الأمام لتنصرهم، اللهم إلا القليل من الأسلحة الخفيفة، التي لم يستطيعوا سحبها، وإحلالها بما فسد، لثقتهم أنها لن تحسم المعركة، وأن خدمة العدو في تقديم شعب مصر ممثلا في جيشها فداء للأعداء هي خدمة أكيدة ومحققة.

فما يكون جزاء مثل هؤلاء الخونة الغدارين في الإسلام؟»

## وصلات خارجية
- محمود فهمي النقراشي على موقع الموسوعة البريطانية (الإنجليزية)
- محمود فهمي النقراشي على موقع مونزينجر (الألمانية)
- أعلام وشخصيات مصرية - الهيئة العامة للاستعلامات
- الوزارات في عهد الملك فاروق الأول - موقع رئاسة مجلس الوزراء المصري
- قتل النقراشي بوزارة الداخلية، الحلقة 17، الجزء الأول، مذكرات د.يوسف القرضاوي، القرضاوي نت

| سبقه: أحمد ماهر باشا    | رئيس وزراء مصر: (1945- 1946)          | خلفه: إسماعيل صدقي باشا       |
| سبقه: إسماعيل صدقي باشا | فترة ثانية كرئيس وزارة: (1946 - 1948) | خلفه: إبراهيم عبد الهادي باشا |